# Iwan Dinew
Iwan Dinew (* 8. November 1978 in Sofia) ist ein bulgarischer Eiskunstläufer, der im Einzellauf startete.
Dinew war der erste bulgarische Eiskunstläufer, der einen vierfachen Toeloop in einem Wettbewerb stand (Weltmeisterschaft 1999). Er ist außerdem der erste Eiskunstläufer seines Landes, der eine Medaille bei einem Grand-Prix-Wettbewerb gewann (Trophée Lalique 1999). 
Dinew hat eine der längsten Karrieren im Eiskunstlauf. Im Zeitraum von 1992 bis 2006 nahm der elfmalige bulgarische Meister an 13 Weltmeisterschaften und 14 Europameisterschaften teil. Seine besten Resultate waren der zwölfte Platz bei der Weltmeisterschaft 2001 und der fünfte Platz bei der Europameisterschaft 2000. Außerdem vertrat Dinew Bulgarien bei drei Olympischen Spielen. 1998 in Nagano wurde er Elfter, 2002 in Salt Lake City 13. und 2006 in Turin belegte er den 17. Platz. 
Dinew ist mit Angela Nikodinov verheiratet und hat einen Sohn, der 2002 geboren wurde. Er arbeitet zusammen mit seiner Ehefrau als Trainer. 

## Ergebnisse
| Wettbewerb / Jahr           | 1992 | 1993 | 1994 | 1995 | 1996 | 1997 | 1998 | 1999 | 2000 | 2001 | 2002 | 2003 | 2004 | 2005 | 2006 |
| --------------------------- | ---- | ---- | ---- | ---- | ---- | ---- | ---- | ---- | ---- | ---- | ---- | ---- | ---- | ---- | ---- |
| Olympische Winterspiele     |      |      |      |      |      |      | 11.  |      |      |      | 13.  |      |      |      | 17.  |
| Weltmeisterschaften         | 28.  | 44.  |      |      | 33.  | 23.  | 21.  | 14.  | 18.  | 12.  | 17.  | 14.  | 15.  | 13.  | 19.  |
| Europameisterschaften       | 26.  | 26.  | 17.  | 21.  | 11.  | 9.   | 10.  | 6.   | 5.   | 7.   | 7.   | 16   | 18.  |      | 11.  |
| Juniorenweltmeisterschaften |      |      |      |      | 21.  | 11.  | 5.   |      |      |      |      |      |      |      |      |
| Bulgarische Meisterschaften |      | 1.   | 1.   | 1.   | 1.   | 1.   | 1.   | 1.   | 1.   | 1.   | 1.   | 1.   |      |      |      |